# Nova Jerusalém (teatro)

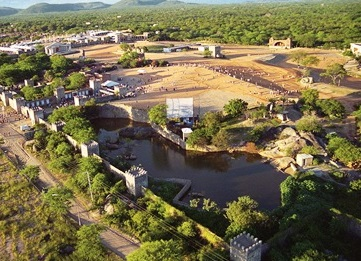
Nova Jerusalém é considerado o maior teatro a céu aberto do mundo. Conta com lagos artificiais, nove palcos, uma muralha de 3.500 m e 70 torres.

Nova Jerusalém é um teatro brasileiro ao ar livre, localizado no distrito de Fazenda Nova, município de Brejo da Madre de Deus, a 202 km do Recife, no estado brasileiro de Pernambuco.
Seus cenários buscam representar uma reconstrução parcial da cidade de Jerusalém nos tempos em que viveu Jesus. Seu projeto foi idealizado e construído por Plínio Pacheco. Todos os anos, durante a Semana Santa, realiza-se o popular espetáculo "Paixão de Cristo de Nova Jerusalém". Participam dessa encenação cerca de 500 pessoas, entre atores de expressão nacional, atores regionais e figurantes.
Em 1972, o local foi palco da Feira Experimental de Música de Nova Jerusalém, um festival de música que foi considerado o Woodstock brasileiro.
Considerado o maior teatro a céu aberto do mundo, conta com lagos artificiais, nove palcos, uma muralha de 3.500 m e 70 torres.

## Galeria

Imagens da encenação da Paixão de Cristo de Nova Jerusalém realizada todos os anos, durante a Semana Santa
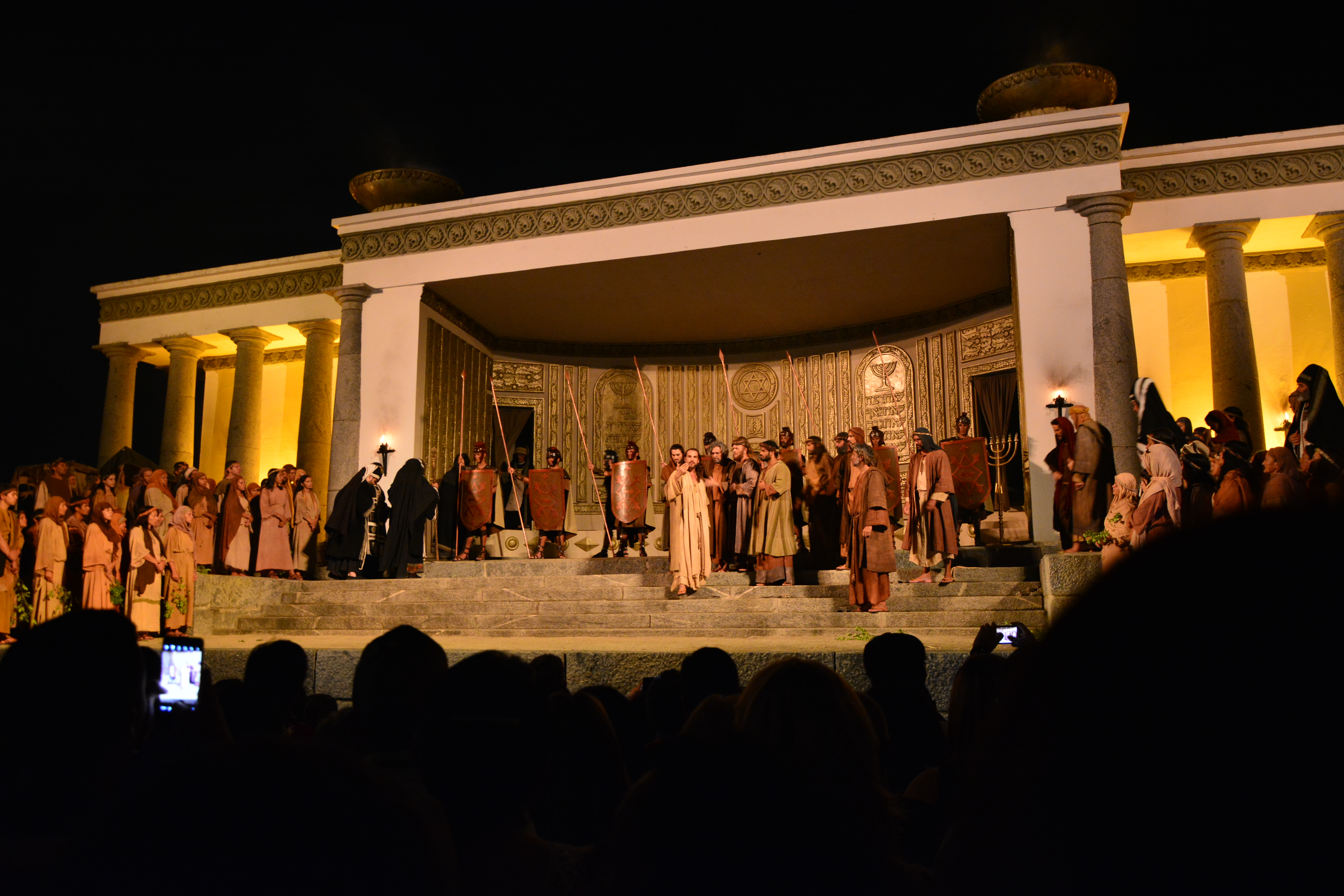
Templo
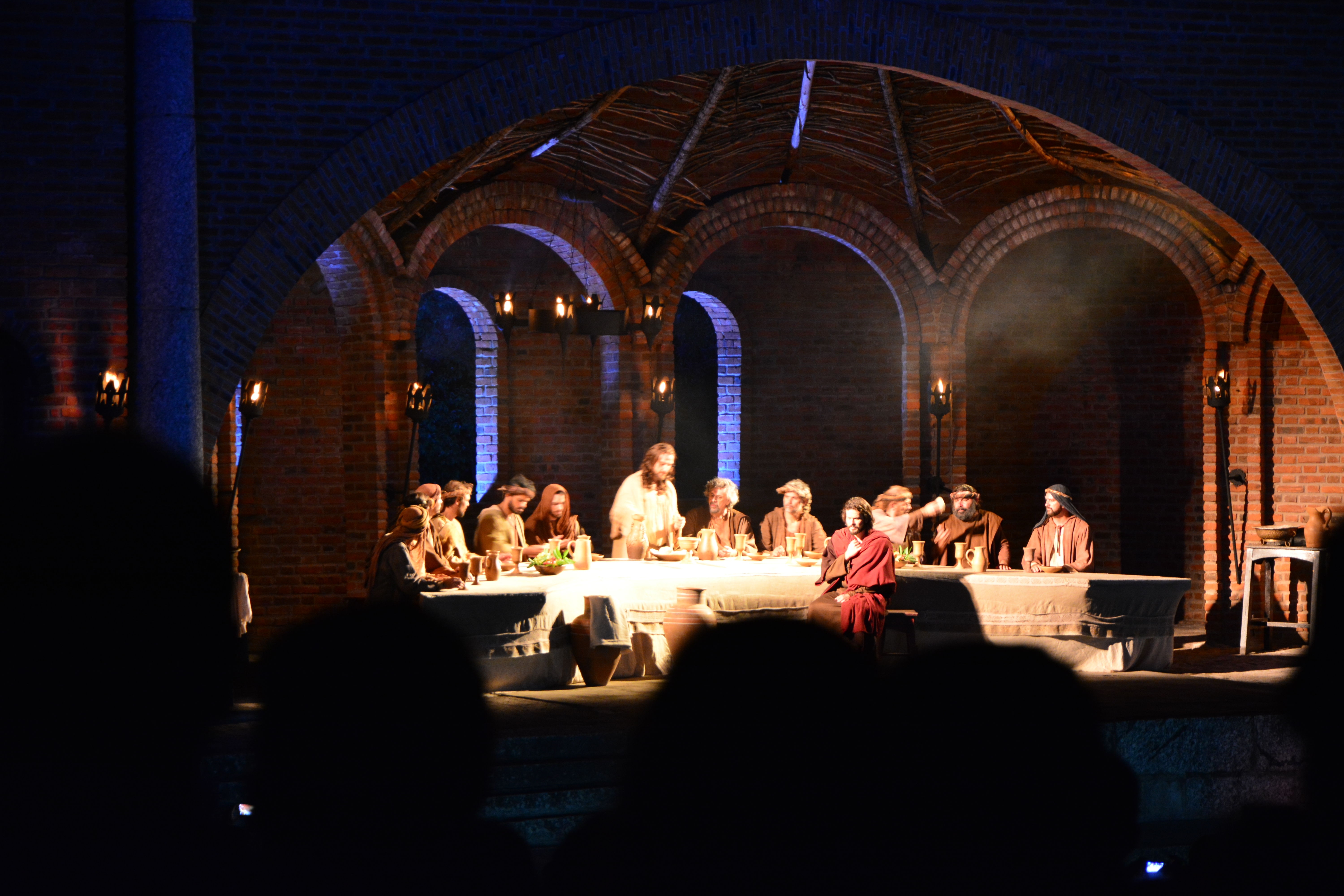
Cenáculo
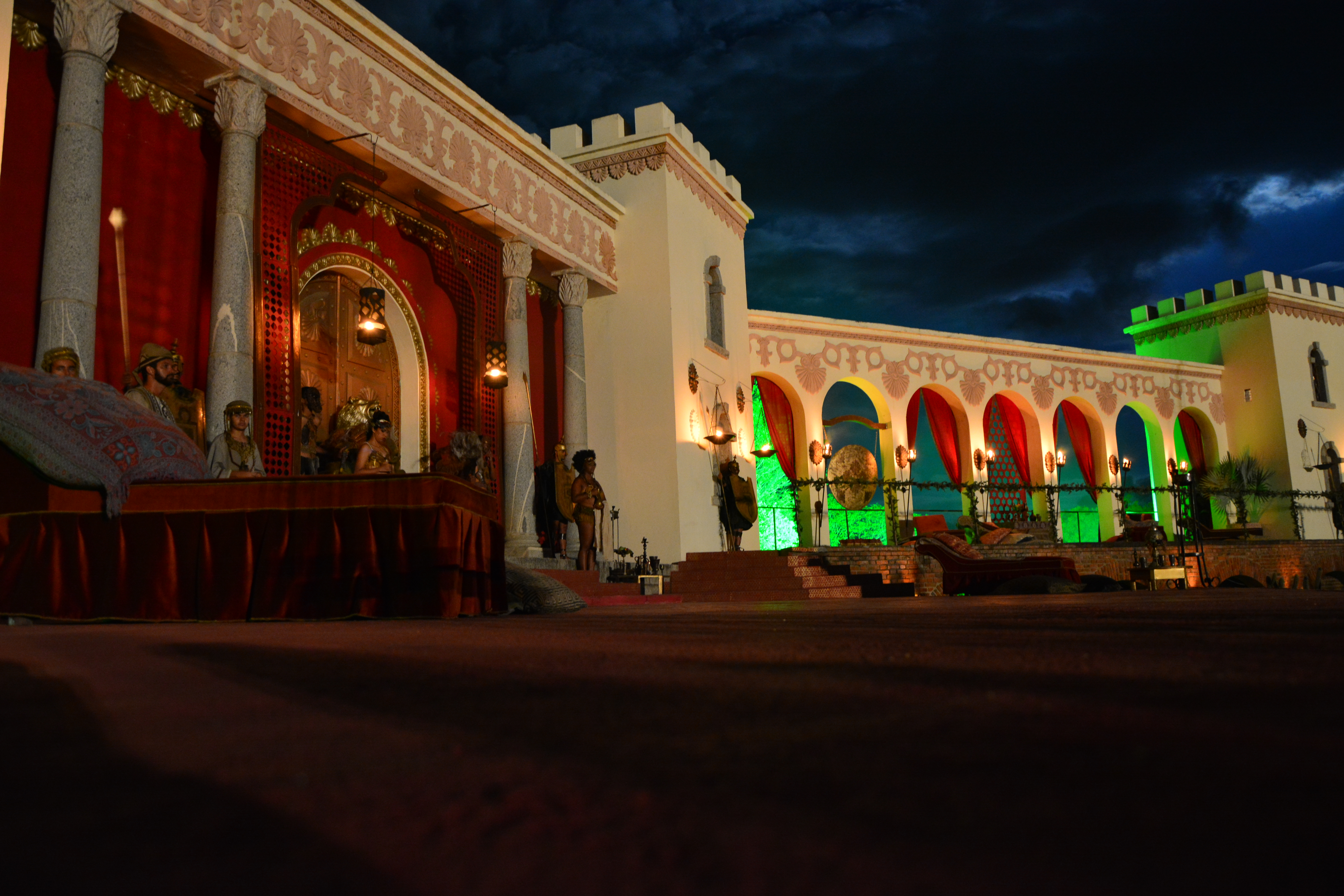
Palácio de Herodes
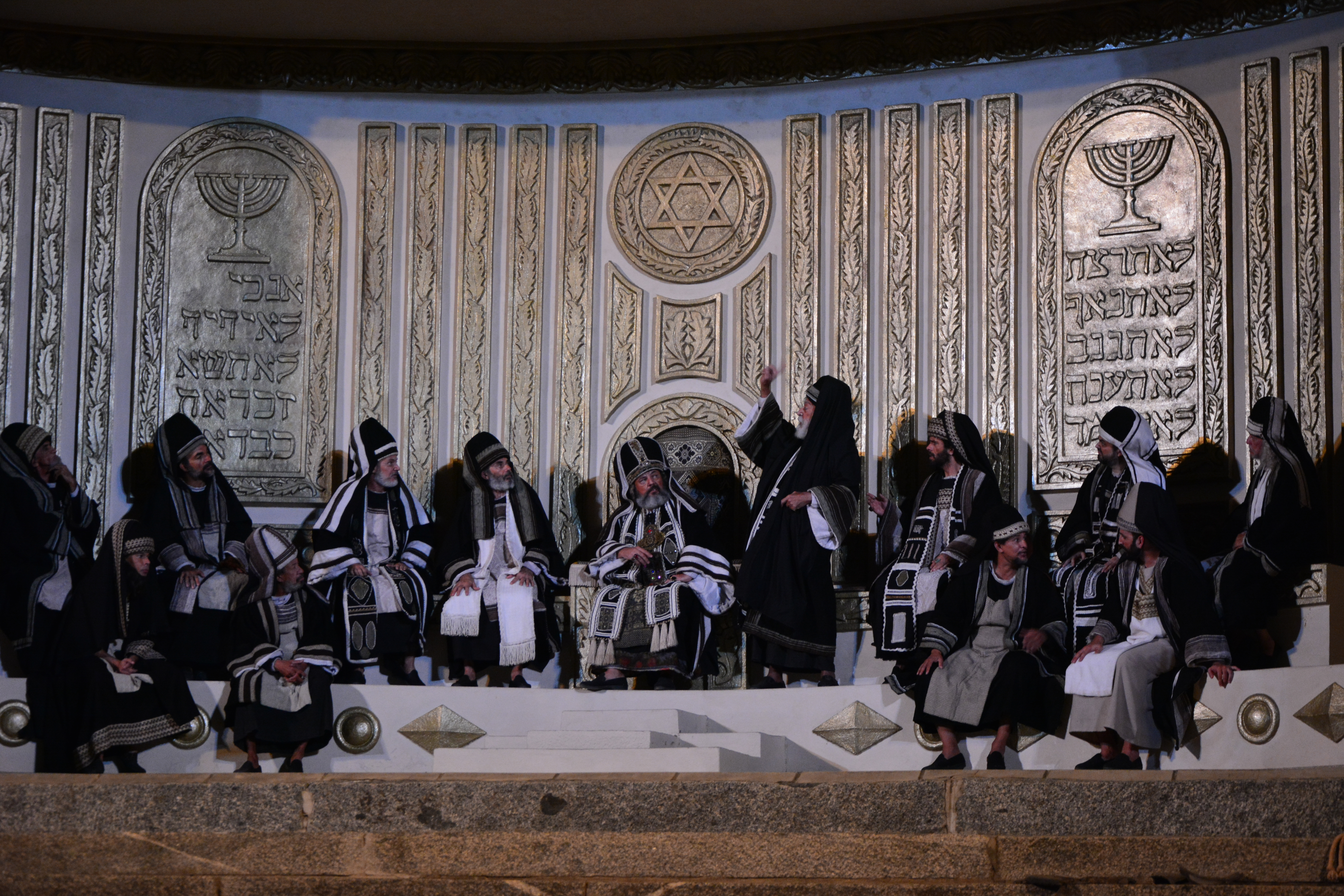
Sinédrio
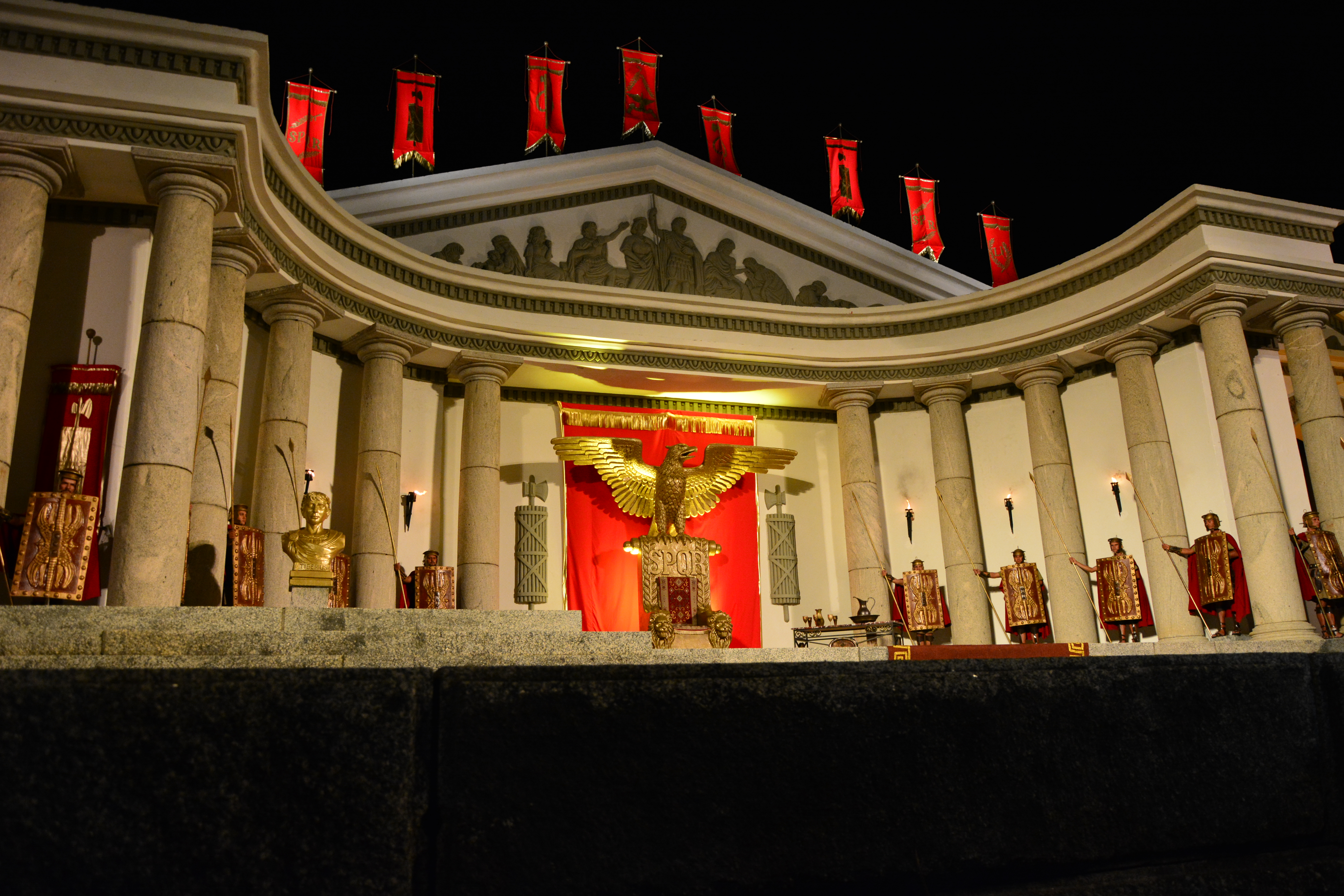
Fórum de Pilatos
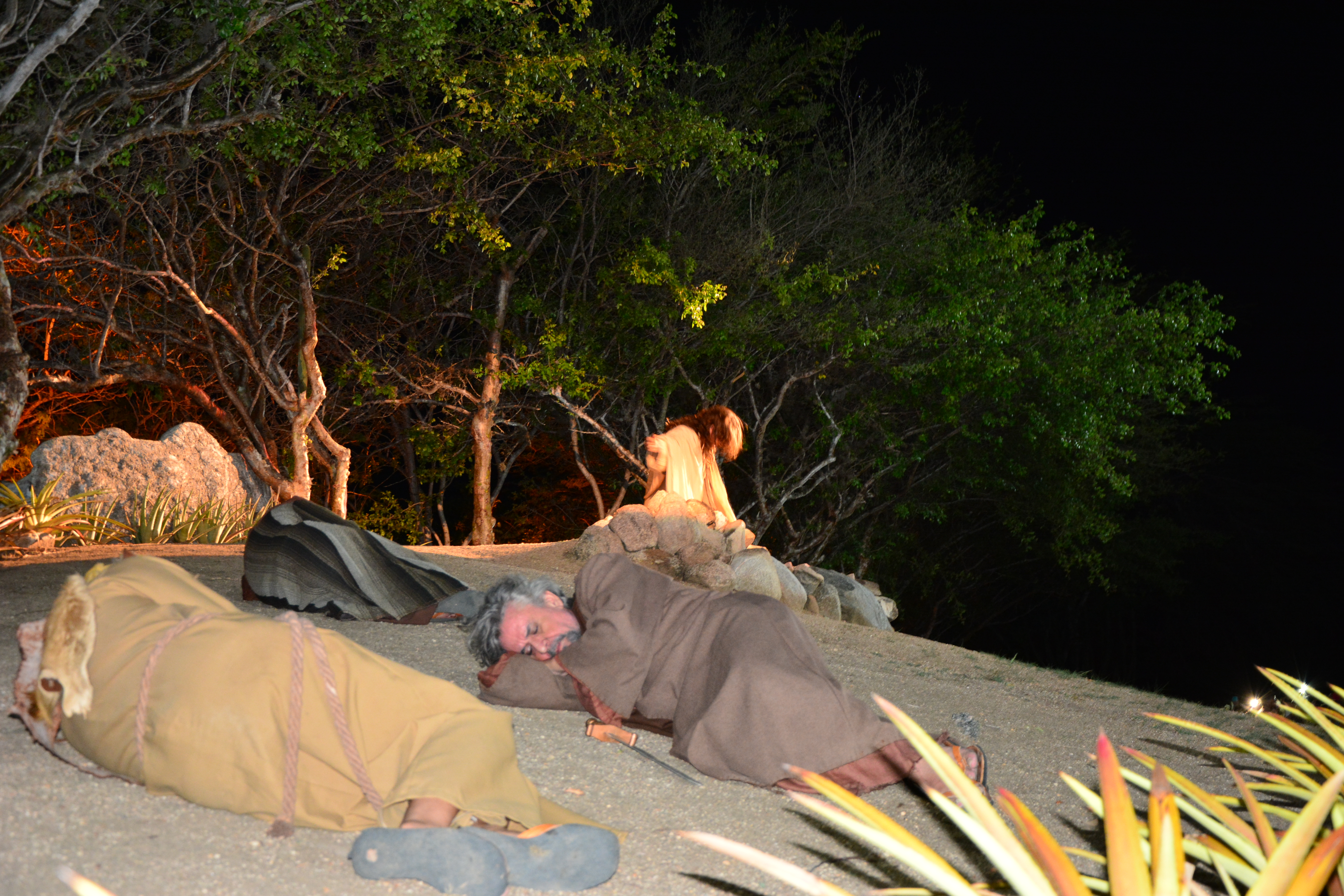
Monte das Oliveiras
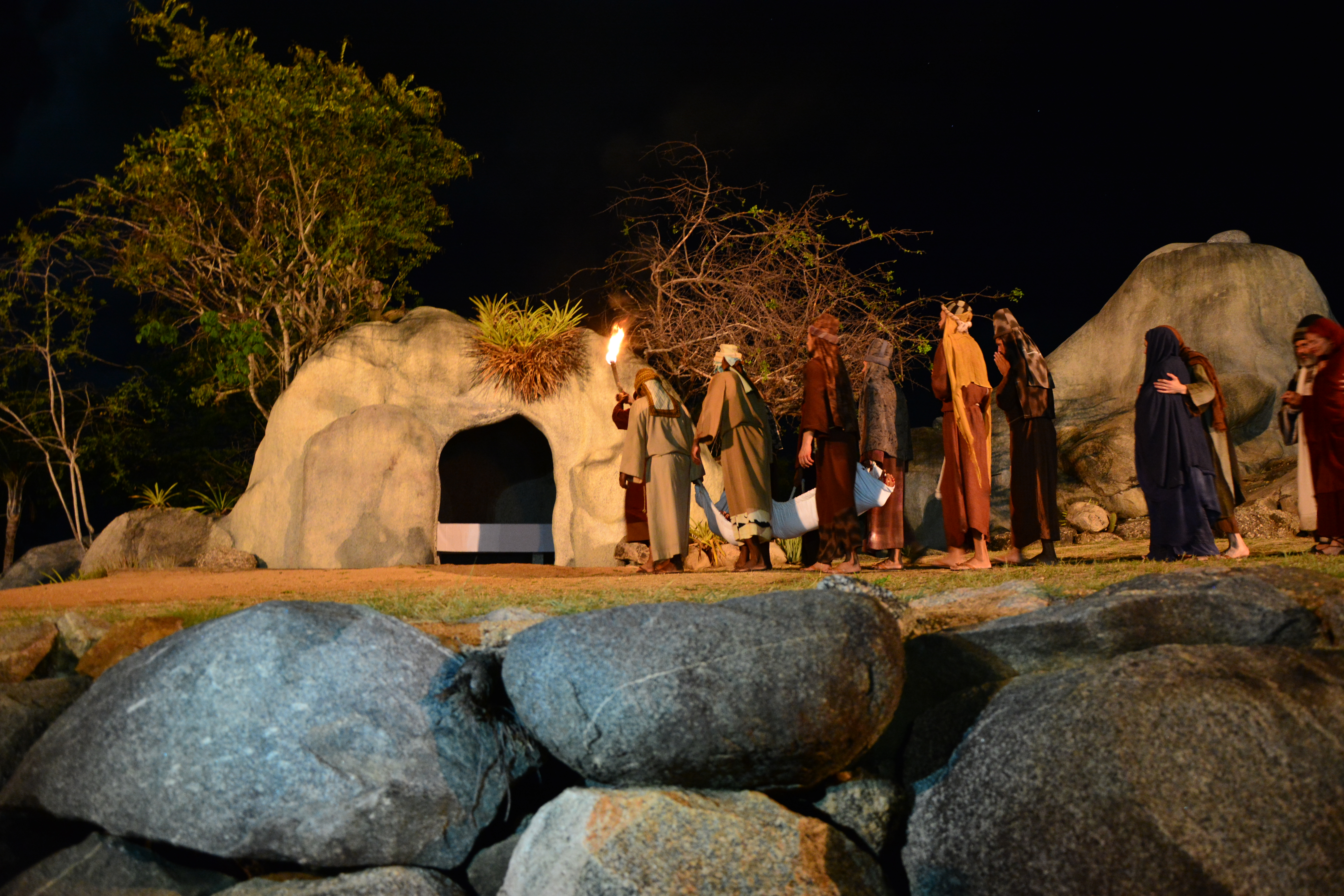
Túmulo de Jesus
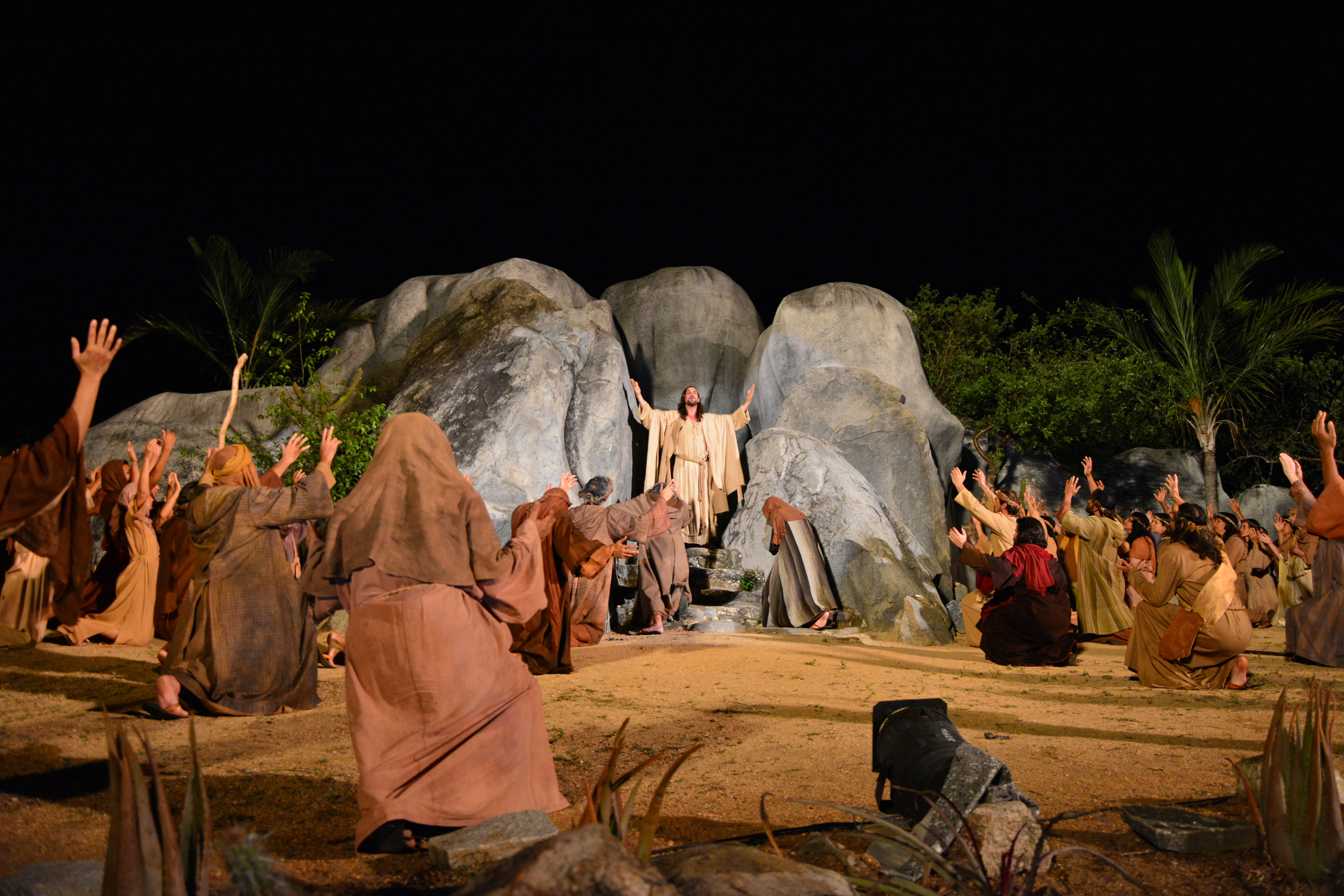
Local do sermão de Cristo
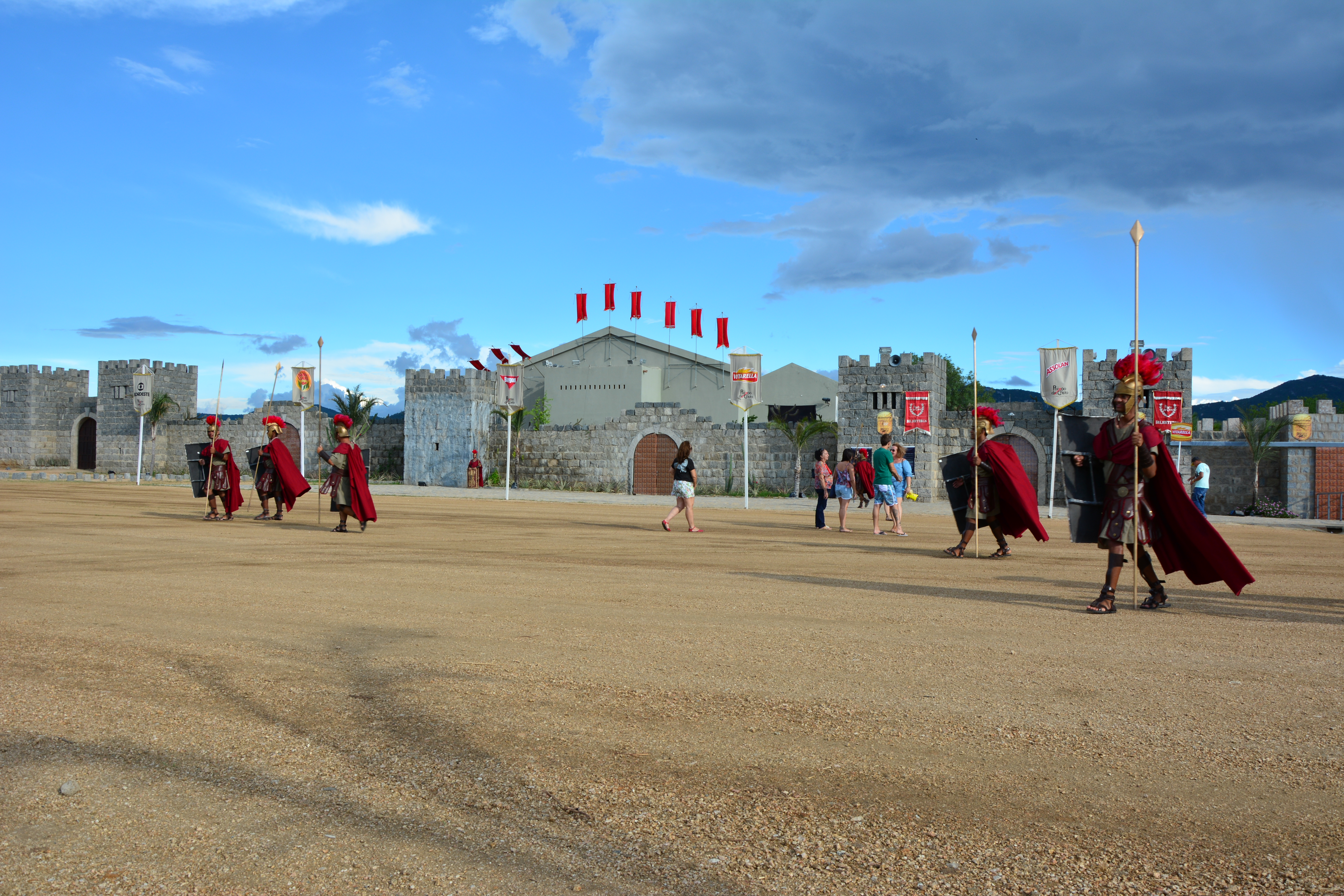
Muralhas externas